# Фёдоров, Николай Петрович (режиссёр)
Никола́й Петро́вич Фёдоров (7 апреля 1914 — 11 мая 1994) — советский режиссёр-мультипликатор, сценарист, художник-мультипликатор.

## Биография
В 1934 окончил курсы при журнале «Крокодил». С того же года художник-фазовик 5-й студии «Мосфильма». С 1935 аниматор и фазовщик экспериментальной мультмастерской при Главном управлении кино-фотопромышленности (ГУКФ). В 1936—1980 на киностудии «Союзмультфильм». Участник Великой Отечественной войны. Как режиссёр дебютировал в 1957.
Умер 11 мая 1994 года. Похоронен на Ваганьковском кладбище.

## Фильмография

### Режиссёр

#### Мультфильмы
- «Воплощённая мечта» (1957)
- «Снежная королева» (1957)
- «На перекрёстке» (1958)
- «Старик Перекати-поле» (1960)
- «Стрекоза и муравей» (1961)
- «Королева Зубная Щётка» (1962)
- «Приключения запятой и точки» (1965)

#### Прочее
- «Улица космонавтов» (1963) (мультипликационная вставка)
- «Большой фитиль» (1964) — мультипликационные титры
- «Ох уж эта Настя!» (1971) (мультипликационная вставка)

### Художник
- «Аленький цветочек» (1952)
- «Снегурочка» (1952)
- «Храбрый Пак» (1953)

### Художник-мультипликатор
- «Лимпопо» (1939)
- «Медвежонок» (1940)
- «Сказка о попе и его работнике Балде» (1940)
- «Сказка о царе Салтане» (1943)
- «Весенние мелодии» (1946)
- «Лиса и дрозд» (1946)
- «Павлиний хвост» (1946)
- «Тихая поляна» (1946)
- «У страха глаза велики» (1946)
- «Конёк-Горбунок» (1947)
- «Кем быть?» (1948)
- «Новогодняя ночь» (1948)
- «Когда зажигаются ёлки» (1950)
- «Сказка о рыбаке и рыбке» (1950)
- «Чудо-мельница» (1950)
- «Ночь перед Рождеством» (1951)
- «Сказка о мёртвой царевне и о семи богатырях» (1951)
- «Каштанка» (1952)
- «Волшебная птица» (1953)
- «Царевна-Лягушка» (1954)
- «Золотая антилопа» (1954)
- «Ореховый прутик» (1955)
- «Остров ошибок» (1955)
- «Стёпа-моряк» (1955)
- «Гадкий утенок» (1956)
- «Двенадцать месяцев» (1956)
- «Палка выручалка» (1956)
- «Исполнение желаний» (1957)
- «Сказ о Чапаеве» (1958)
- «Тайна далёкого острова» (1958)
- «Янтарный замок» (1959)
- «Похитители красок» (1959)
- «День рождения» (1959)
- «Новогоднее путешествие» (1959)
- «Королевские зайцы» (1960)
- «Зелёный змий» (1962)
- «Сказка про чужие краски» (1962)
- «Вот так тигр!» (1963)
- «Сказка о потерянном времени» (1964) (мультипликационная вставка)
- «Наргис» (1965)
- «Пастушка и трубочист» (1965)
- «Снежная королева» (1966) (мультипликационная вставка)
- «Песня о соколе» (1967)
- «Раз, два — дружно!» (1967)
- «Сказка о золотом петушке» (1967)
- «Пингвины» (1968)
- «Русалочка» (1968)
- «Самый большой друг» (1968)
- «Возвращение с Олимпа» (1969)
- «Дед Мороз и лето» (1969)
- «Маугли. Последняя охота Акелы» (1969)
- «Снегурка» (1969)
- «Десять лет спустя» (1969)
- «Маугли. Битва» (1970)
- «Быль-небылица» (1970)
- «Лабиринт. Подвиги Тесея» (1971)
- «Аргонавты» (1971)
- «Ох уж эта Настя!» (1971) (мультипликационная вставка)
- «Бабочка» (1972)
- «Ветерок» (1972)
- «Куда летишь, Витар?» (1972)
- «Плюс электрификация» (1972)
- «Персей» (1973)
- «Щелкунчик» (1973)
- «Юморески (выпуск 1)» (1973)
- «Сказка о попе и о работнике его Балде» (1973)
- «Как козлик землю держал» (1974)
- «Молодильные яблоки» (1974)
- «Прометей» (1974)
- «Как верблюжонок и ослик в школу ходили» (1975)
- «Конёк-Горбунок» (1975)
- «Уроки наших предков» (1975)
- «Илья Муромец (Пролог)» (1975)
- «Волшебная камера» (1976)
- «О том, как гном покинул дом» (1976)
- «Сказка про лень» (1976)
- «Стойкий оловянный солдатик» (1976)
- «Храбрец-удалец» (1976)
- «Бобик в гостях у Барбоса» (1977)
- «Жихарка» (1977)
- «Зайчонок и муха» (1977)
- «Как грибы с горохом воевали» (1977)
- «Ох и Ах идут в поход» (1977)
- «Алим и его ослик» (1978)
- «Илья Муромец и Соловей-разбойник» (1978)
- «Ну, погоди! (выпуск 12)» (1978)
- «Спасибо, аист!» (1978)
- «Наш друг Пишичитай (выпуск 2)» (1979)
- «Где же медвежонок?» (1979)
- «Жирна ли добыча?» (1979)[4]
- «Пациент с бутылкой» (1979)
- «Мария, Мирабела» (1981)
- «Ничуть не страшно» (1981)
- «Котёнок по имени Гав (выпуск 5)» (1982)
- «Прежде мы были птицами» (1982)
- «Сын камня» (1982)
- «Сказка о царе Салтане» (1984)
- «Сын камня и Великан» (1986)
- «Я жду тебя, кит!» (1986)
- «Приключения волшебного глобуса, или Проделки ведьмы» (1991)

## Награды
- Медаль «За трудовое отличие» (6 марта 1950 года) — за выдающиеся заслуги в развитии советской кинематографии, в связи с 30-летием[5]
- «На перекрёстке» — Медаль и диплом на МКФ в Белграде, 1959.[6]
- «Снежная королева» — награды на разных кинофестивалях[7]